# リビア航空
リビア航空（リビアこうくう、Libyan Airlines）は、リビアのトリポリを本拠地とする航空会社で、リビアのフラッグ・キャリアでもある。アラブ航空会社機構(Arab Air Carriers Organization)の一員。2006年まではリビア・アラブ航空と称していた。

## 概要

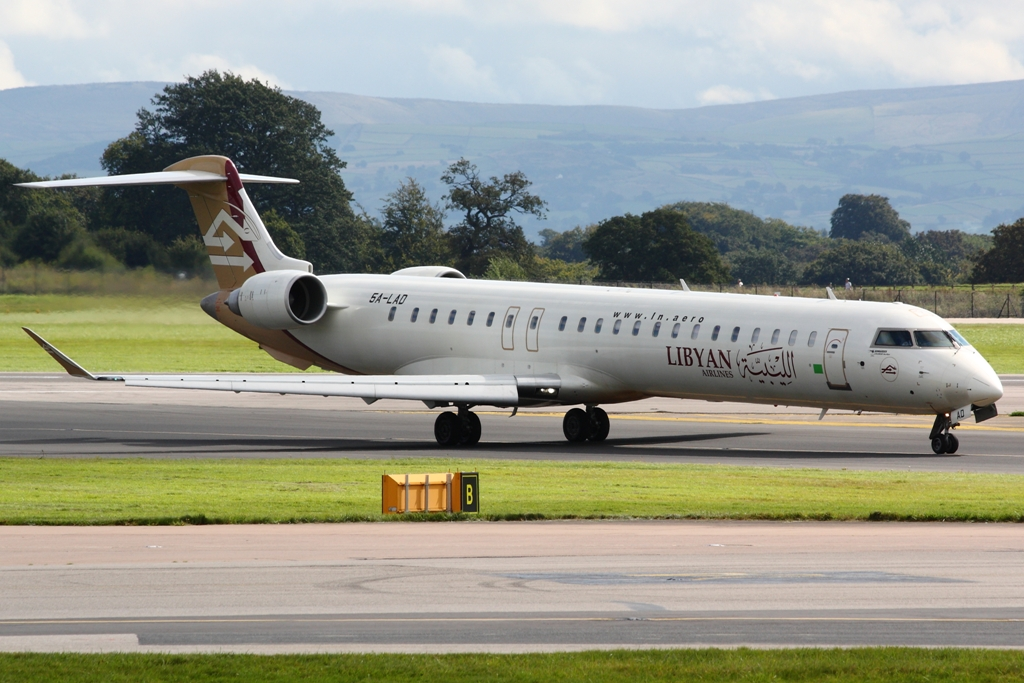
ボンバルディアCRJ900

1964年に、王政期のリビアの国営航空会社「リビア王国航空」として設立された。その後ボーイング707やボーイング727などの最新鋭機を導入し路線を伸ばした。1969年9月1日の革命後も国営航空会社として残ったが、この時に社名を「リビア・アラブ航空」と改称している。
1980年代には、リビア大使館員によるデモ隊銃撃事件を受けたイギリスとの国交断絶に伴い、主要国際線であるロンドンへの乗り入れが中止された。さらに1986年1月にはアメリカ合衆国が経済制裁を課したため、航空機の購入にも影響が出ることになった。
さらに1988年のパンナム機爆破事件によって、1992年には国際連合から経済制裁を課せられたため、国際線の運航が事実上できなくなった。
これらの経済制裁が1999年4月に解除された後は、国際線の運航も再開された。また、エアバスやボーイング、ボンバルディア等の航空機の導入を積極的に進めて、経年機材の置き換えを進めている。
航空券の座席予約システム（CRS）は、アマデウスITグループが運営するアマデウスを利用している
。2007年9月からは、電子航空券の運用を開始した。
なお，EU域内乗り入れ禁止航空会社であるため，EU域内には就航していない。

## 保有機材
前述のように、リビアが各種の経済制裁を課せられており、イギリスやアメリカなどのいわゆる西側各国と仲違いの状態にあったにもかかわらず、導入機材は大半が西側航空機メーカーの機材であったため、1980年代から1990年代にかけては航空機の導入にも影響が出ていた。発注はしたが受領できなかった機材や、受領しても満足な運航ができなかったケースもある。

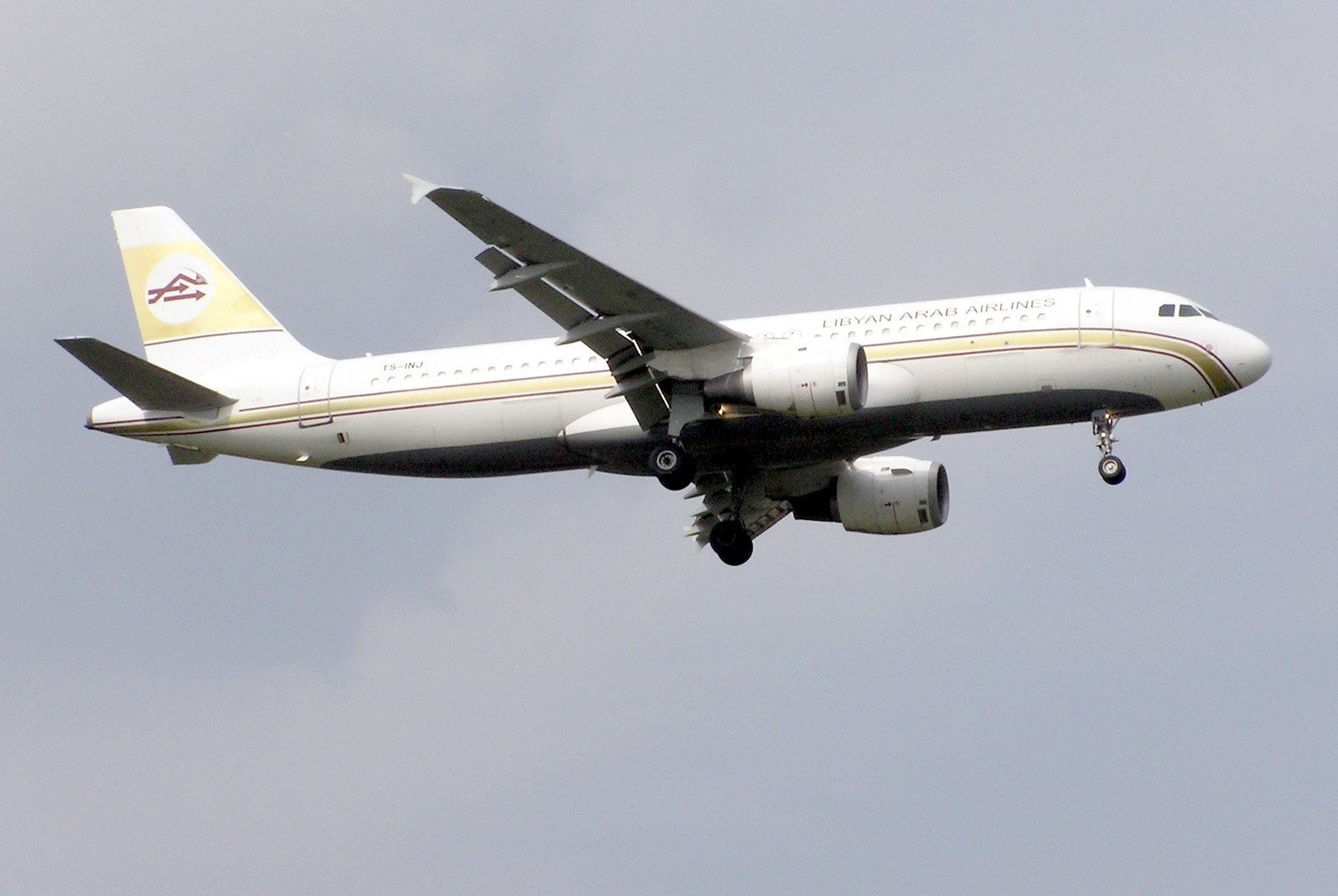
エアバスA320-200（ロンドン・ヒースロー空港にて）

### 運航機材
| 機材                   | 運用機数 | 発注機数 | 座席数  | 座席数  | 座席数  | 備考 |
| 機材                   | 運用機数 | 発注機数 | B       | Y       | Total   | 備考 |
| ---------------------- | -------- | -------- | ------- | ------- | ------- | ---- |
| エアバスA320-200       | 6        | ‐        | 12      | 156     | 168     |      |
| エアバスA330‐200       | 4        | ‐        | 24      | 235     | 259     |      |
| エアバスA350-900       | ‐        | 6        | No Data | No Data | No Data |      |
| ボンバルディアCRJ900LR | 6        | ‐        | 7       | 68      | 75      |      |
| 計                     | 16       | 6        |         |         |         |      |

### 退役済機材一覧
（発注したが、受領できなかった機材も含める）
- シュド・カラベル
- イリューシン76
- フォッカー F27
- フォッカー F28
- BAC 1-11
- グラマン ガルフストリーム II
- ダグラスDC-10
- ロッキード L-1011 トライスター
- ボーイング707
- ボーイング727
- ボーイング737
- ボーイング747：自社発注を行ったことがあるが、アメリカの経済制裁に抵触したため、受領できなかった。
- ボーイング767
- エアバスA300C4-203：1983年に貨物機で導入の予定で発注したが、エンジンがアメリカ製で経済制裁に抵触し、受注ができなかった・その後、3年近くエアバス・インダストリーでストアされていたが、1986年3月に旅客仕様(A330B4-2C)に改修された上で東亜国内航空に納入された（JA8237）。東亜国内航空が受領した後も、側面に貨物扉が残った状態であった。
- エアバスA300-600R
- エアバスA310：1986年にブリティッシュ・カレドニアン航空で退役した2機（C-BKWT/C-BKWU）を、香港のコブラ・エアウェイズ経由で導入したことがある。（５A-DLA/5A-DLB）しかし、エンジンがアメリカ製であることから1機分のエンジンしか入手できなかった上、乗務員の手配で不手際が重なったため、自社運航が満足にできないまま1988年にアルジェリア航空へ譲渡された。（7T-VJE/7T-VJF）